# Egnasia fasciata
Egnasia fasciata är en fjärilsart som beskrevs av Moore 1882. Egnasia fasciata ingår i släktet Egnasia och familjen nattflyn. Inga underarter finns listade i Catalogue of Life.